# Zöberntal-Rabnitztal-Radweg
Der Zöberntal-Rabnitztal-Radweg „B41“ ist ein zirka 40 Kilometer langer Radrundweg im Burgenland der entlang der namensgebenden Flüsse Zöbernbach und Rabnitz führt. Die Strecke führt durch leicht hügeliges Gebiet mit einer steileren Abfahrt zwischen Hochstraß und Lockenhaus.

## Sehenswertes entlang der Strecke
- Naturpark Geschriebenstein-Írottkő
- Lockenhaus: Altstadt und Kalvarienberg
- Burg Lockenhaus
- Burgruine Kirchschlag